# Sinagoga Scola Canton
La Sinagoga Scola Canton o Scuola Canton, es un antiguo lugar de culto judío en Venecia que se remonta al siglo XVI.

## Historia

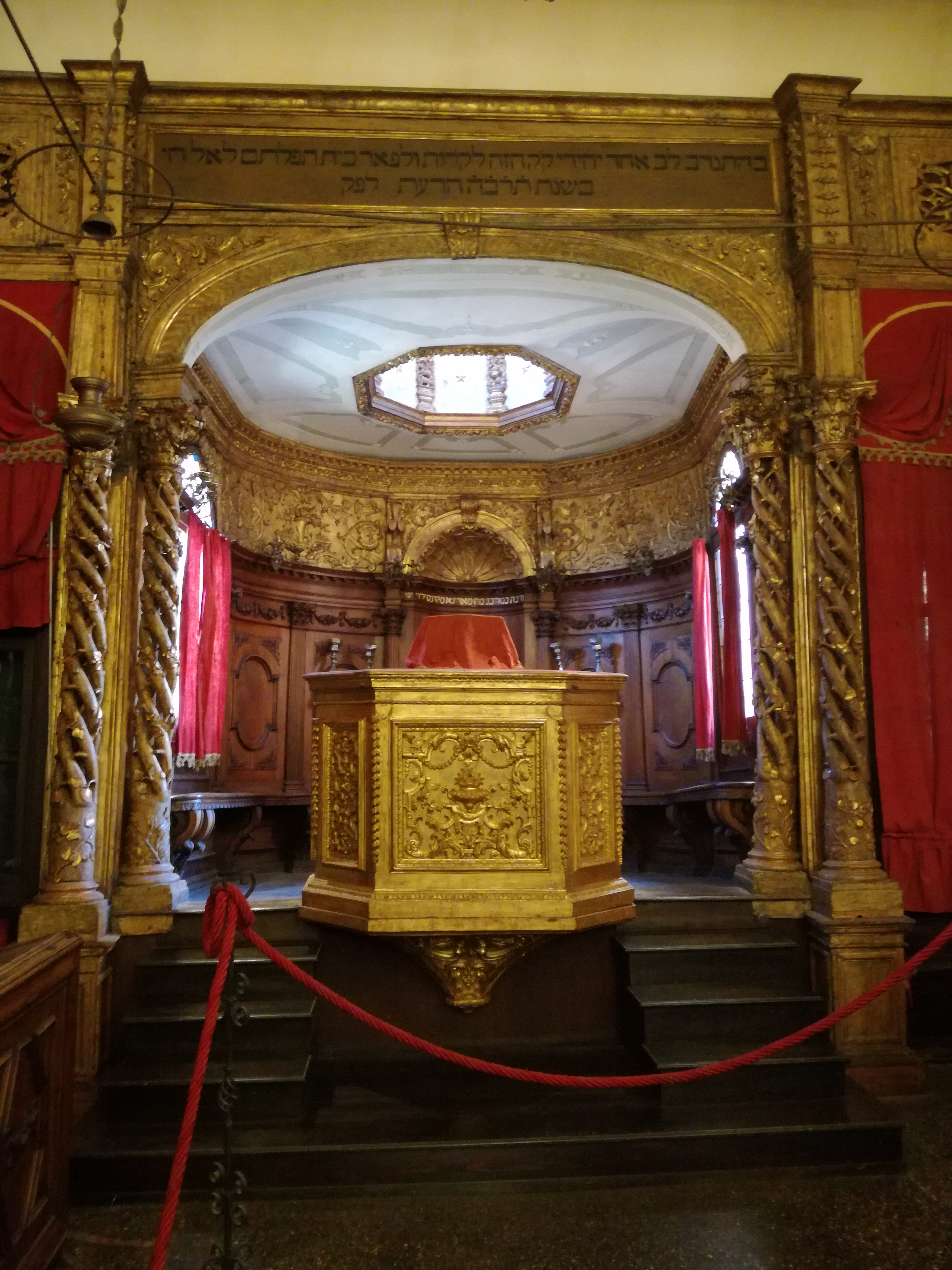
Bimah.

La sinagoga fue la segunda de Venecia y fue fundada entre 1531 y 1532. A lo largo de los siglos sufrió importantes cambios estructurales, en particular en el período barroco, durante el cual asumió un aspecto reciente.

## Descripción
Esta y las otras sinagogas caracterizan el gueto veneciano pero su presencia es discreta porque difícilmente son reconocibles desde el exterior, mezclándose con los demás edificios. Solo ingresando muestran la riqueza de lo que guardan.
La Scola se encuentra en el distrito de Cannaregio, con vistas al Campo del Ghetto Novo, en Venecia. El salón de la sinagoga es sumamente refinado y conserva ocho preciosos ocho paneles de madera que representan tanto momentos bíblicos significativos como el Paso del Mar Rojo, el Altar de los Sacrificios, el Maná y otros. Construido unos años después de la Scola Grande Tedesca, inicialmente imitó su estructura, luego la sala se modificó para adoptar las formas más tradicionales, con un plan rectangular, Bimah y Arón ha-kódesh dispuestas de forma especular en las paredes más pequeñas y los bancos dispuestos a lo largo de las paredes más grandes. El matroneo está ubicado en el piso superior y se completó en 1736.